# 韓增
韓增（？—前56年四月己丑），西汉大臣，韩王信玄孙、韩颓当曾孙、韩嫣侄子、龙额侯韩说之子，麒麟閣十一功臣之一。
巫蛊之乱爆发前，父亲韩说“掘蛊太子宫”，故为太子刘据所杀。兄长韩兴继嗣，因坐巫蛊之乱定罪被诛。汉武帝说：“游击将军（韩说）死事，无论坐者。”复封韩增为龙额侯。韩增少年时为郎，诸曹、侍中、光禄大夫。至汉昭帝逝世、刘贺继位时，韩增已官至前将军。不久，大将军霍光与韩增等人废刘贺，拥立汉宣帝，故韩增益封千户。本始二年（前72年），五将征匈奴，韩增率领三万骑出云中，斩首百余级，至期而还。神爵元年（前61年），取代张安世为大司马、车骑将军，领尚书事。韩增出身贵族，幼为忠臣，历事三主，为人宽和自守。
五凤二年（前56年）四月己丑，韩增逝世，谥号安侯。子韩宝嗣，无子，国除。北魏将领韩麒麟为其后人。